# Paramacrobiotus hapukuensis
Espèce
Synonymes
- Macrobiotus hapukuensis Pilato, Binda & Lisi, 2006

Paramacrobiotus hapukuensis est une espèce de tardigrades de la famille des Macrobiotidae.

## Distribution
Cette espèce est endémique de Nouvelle-Zélande.

## Description
L'holotype mesure 471 µm.

## Étymologie
Son nom d'espèce, composé de hapuku et du suffixe latin -ensis, « qui vit dans, qui habite », lui a été donné en référence au lieu de sa découverte, l'Hapuku Scenic Reserve.

## Publication originale
- Pilato, Binda & Lisi, 2006 : Eutardigrada from New Zealand, with descriptions of two new species. New Zealand Journal of Zoology, vol. 33, no 1, p. 49-63 (texte intégral).